# Paula Arias Manjón
Paula Arias Manjón (Ávila, 26 februari 2000) is een tennisspeelster uit Spanje.
In 2016 won zij samen met de Servische Olga Danilović het meisjes-dubbeltoernooi van Roland Garros.